# IUVENTUS Svitavy

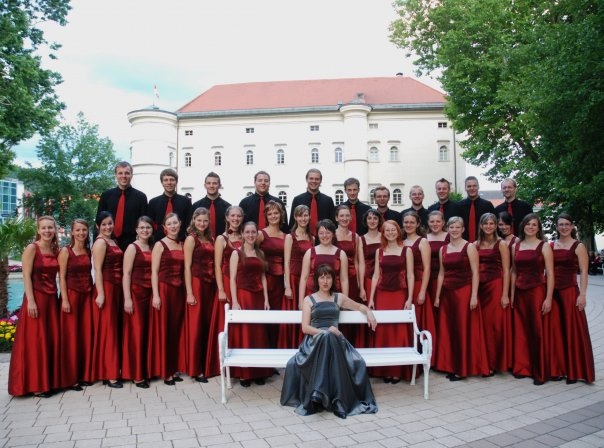
Pěvecký sbor IUVENTUS Svitavy

Pěvecký sbor IUVENTUS Svitavy založila v roce 1988 jeho dosavadní sbormistryně Dr. Věra Burešová. Se sborem dále spolupracuje hlasová poradkyně Dr. Alena Tichá a klavíristka Mgr. Lenka Fikejzová. Pěvecký sbor IUVENTUS Svitavy sestává především ze studentů a absolventů Gymnázia ve Svitavách.

## Historie sboru
Na podzim roku 1988 založila Dr. Věra Burešová Dívčí komorní sbor IV. ZŠ ve Svitavách. O rok později sbor změnil své jméno na IUVENTUS Svitavy a po rozšíření o mužskou složku se stal sborem smíšeným.
V dalších letech sbor postupně rozšiřuje svoji působnost nejen na celou Českou republiku, ale pravidelně vystupuje také v zahraničí.
Od druhé poloviny 90. let se Pěvecký sbor IUVENTUS Svitavy každoročně účastní domácích i zahraničních festivalů a soutěží, na kterých získává četná ocenění a zařazuje se tak mezi špičkové české smíšené pěvecké sbory. Během své existence sbor díky soutěžím, festivalům a jiným hudebním projektům vystupoval v Nizozemsku, Německu, Rakousku, Francii, Rusku, Itálii, Španělsku, Velké Británii, Irsku, Maďarsku a Kolumbii.

## Repertoár
Repertoár IUVENTUSU je tvořen skladbami světského i duchovního charakteru ve stylovém rozpětí od baroka po současnost. Vedle mší, úprav umělých nebo lidových písní a dalších tradičních žánrů sbor nabízí svým posluchačům rovněž scénická provedení zkrácených verzí známých muzikálů Jesus Christ Superstar a Vlasy.
Při realizaci náročnějších projektů (např. C. Orff: Carmina Burana, F. Schubert: Mše Es Dur, N. Luboff: Africká mše) spolupracuje IUVENTUS s domácími i zahraničními sbory a orchestry.

## Diskografie
- IUVENTUS Svitavy (1996) - CD obsahuje kompilaci skladeb, která je průřezem činností sboru od jeho založení do roku 1996.
- Franz Schubert - Mše Es Dur (1997) - živá nahrávka koncertu ve francouzském Bordeaux pořízená rádiem France 1.
- IUVENTUS Svitavy 2 (1999) - CD s výběrem písní Osvobozeného divadla, zkrácenou verzí muzikálu Jesus Christ Superstar a premiérovým nastudování Africké mše Normana Luboffa.
- Cesty (2005) - kompilace skladeb, které sbor v předchozích letech doprovázely na domácích i zahraničních cestách a pomohly mu zvítězit nebo získat medailová umístění na prestižních sborových soutěžích.

## Soutěže a festivaly

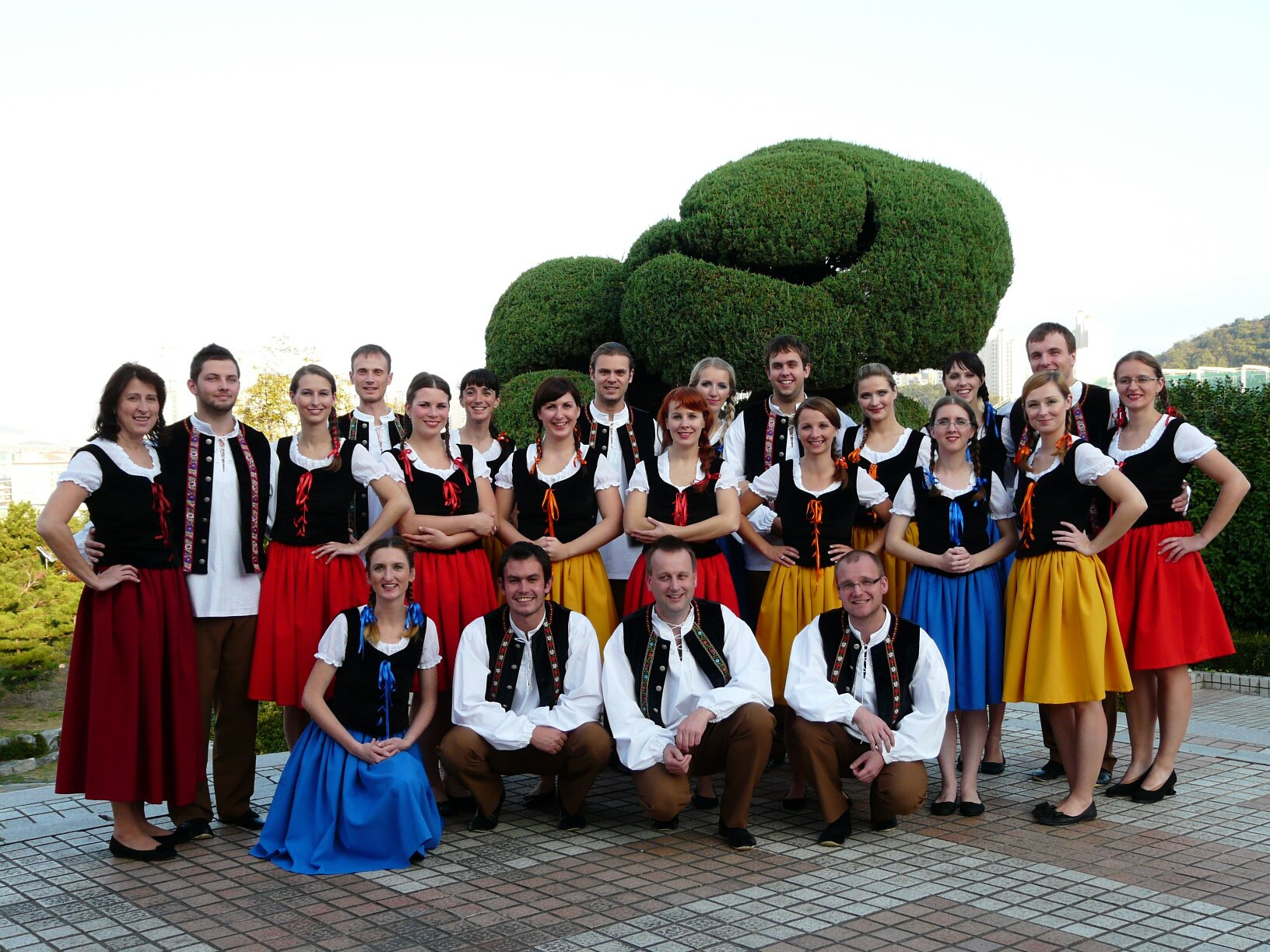
Pěvecký sbor Iuventus Svitavy na soutěži v Jižní Koreji (2011)

- Pěvecký sbor Iuventus Svitavy na soutěži v Jižní Koreji (2011)1999 Svátky písní (Olomouc, Česko) - dvě zlaté medaile v kategoriích mládežnické sbory a duchovní hudba
- 2000 Choir Olympics (Linz, Rakousko) - jeden zlatý a dva stříbrné diplomy, stříbrná medaile v kategorii mládežnických sborů
- 2001 Praga Cantat (Praha, Česko) - 1. místo v kategorii vyspělé smíšené sbory
- 2002 Fiera della musica (Azzano Decimo, Itálie) - 1. místo v kategorii smíšené sbory, laureát soutěže
- 2003 Festival Internacional de Música (Cantonigos, Španělsko) - 2. místo v kategorii lidová píseň, 3. místo v kategorii smíšené sbory
- 2004 Sligo International Choral Festival (Sligo, Irsko) - 1. místo v kategorii populární hudba a jazz, 2. místo v kategorii duchovní hudba
- 2005 Vivace (Veszprém, Maďarsko) - cena za nejlepší provedení lidové písně
- 2006 Festival Coral de Medellín (Medellín, Kolumbie) - koncertní turné po Kolumbii a účast na sborovém festivalu v Medellínu
- 2007 Svátky písní (Olomouc, Česko) - dvě zlaté medaile v kategoriích duchovní hudba a lidová píseň